# Het Huis van Aristoteles
Het Huis van Aristoteles was een museum in Amsterdam dat vooral voor jonge kinderen was bedoeld. Aan bod kwamen onder andere kinderliteratuur, kunst, culturen en wetenschap. Het huis is vernoemd naar de Griekse filosoof Aristoteles. Hij onderkende als eerste het belang van de zintuigen voor het vermogen om te kunnen leren. In het museum konden kinderen niet alleen kijken, maar ook spelen, voelen, proeven, luisteren en fantaseren.
Het kindermuseum werd geopend op 17 september 2008 door Koningin Beatrix. De eerste expositie Heldenstad trok zo'n 27.000 bezoekers. De jeugdige bezoekers konden in deze expositie hun 'helden' uit boeken als Pluk van de Petteflet, Kikker en Pippi Langkous ontmoeten.
Het museum heeft zo'n twee jaar lang bestaan en was gevestigd in de Westergasfabriek in Amsterdam. Nadat het museum werd gesloten is het Huis van Aristoteles verder gegaan als netwerkorganisatie voor het ontwikkelen en stimuleren van culturele projecten voor kinderen op locatie, o.a in bibliotheken en cultuurhuizen.